# Neome

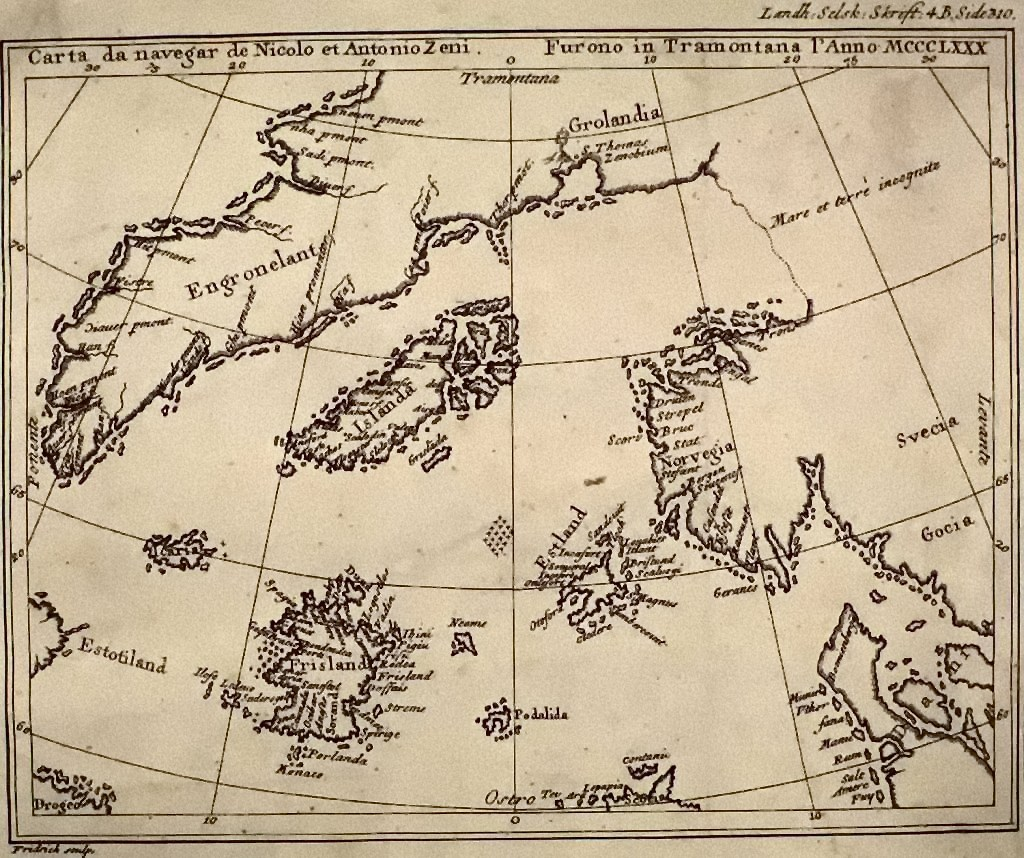
Reproduktion der Zeno-Karte aus einem Buch von 1793

Neome war der Name einer Phantominsel im nördlichen Atlantik. Von Nicolo Zeno, einem Nachfahren der venezianischen Navigatoren Nicolò und Antonio Zeno wurde sie 1558 ungefähr auf halbem Weg zwischen Schottland und Island verortet. Die so genannte Zeno-Karte (datiert auf das Jahr 1380) wird heute gemeinhin als Fälschung angesehen. Neome wird hier neben anderen, weitaus bekannteren Phantominseln wie Frisland, Estotiland und Icaria gezeigt.